# Srednjovisokonjemački jezik
Za razliku od pojmova gornjonjemački i donjonjemački, koji se odnose na određena narječja vezana uz zemljopisna područja, pojam srednjogornjonjemački jezik u ovome kontekstu odnosi se na vremensko razdoblje između starog gornjonjemačkog (otprilike od 750. do 1050.) i ranog novog gornjonjemačkog jezika iz vremena od, otprilike 1350. pa do 1650. Dakle, pod ovim pojmom misli se na jezični razvoj gornjonjemačkog u vremenu od 1050. do 1350. godine. Svi navodi godina moraju se razumjeti vrlo uvjetno, oni nisu precizno dokumentirani. Kako je jezik vrlo dinamičan, a njegov razvoj ovisan o čitavom nizu ponekad teško utvrdivih čimbenika, tako su i ovi navodi godina podložni preispitivanju.
U to vrijeme se dnevni govorni jezik jedva pretakao u pisane tragove. O njemu se najviše zna iz književne ostavštine tog doba. Najpoznatiji zapis iz tog doba je junački ep " Pjesma Nibelunžana ", zapisana narodnim govornim jezikom. Poznati su također iz tog doba " Parsival ", " Tristan " kao i poezija Walthera von der Vogelweidea .
Međutim, pojam Srednjogornjonjemački označava i jezik kojim se govori u Tirinškoj, Hessenu i području oko Rajne, dakle ima u ovome smislu zemljopisno obilježje.